# راغوبیر یاداو
راغوبیر یاداو (به انگلیسی: Raghubir Yadav) (زاده ۲۵ ژوئن ۱۹۵۷) بازیگر و خواننده هندی است.
از فیلم‌هایی که وی در آن نقش داشته‌است می‌توان به سکوت: موزیکال اشاره کرد.

## فیلم‌شناسی
فهرست برخی از فیلم‌هایی که راغوبیر یاداو در آنها به ایفای نقش پرداخته‌است:
- سکوت: موزیکال
- سلام بمبئی
- آنتونی کیست؟
- بیا برقصیم
- شهر رؤیاها
- پیکو
- ملکه راهزنان
- نیوتن
- پیپلی زنده
- رودالی
- سوزن و نخ
- مرد شماره یک
- فراق
- رومئو اکبر والتر
- آتش و باران
- ایده
- داستان‌های ارواح
- عشق در هر فوت مربع
- کدام آنی به آن‌ها می‌دهد
- شهید محبت بوتا سینگ
- چهره
- مسیر نو
- میناکسی
- ساندیپ و پینکی فرار می‌کنند
- دوست عزیز هیتلر
- غیب
- ابزار
- کاتال